# Liga mistrů UEFA 2018/2019
Sezóna 2018/19 Ligy mistrů UEFA byla 64. ročníkem klubové soutěže pro nejlepší evropské fotbalové týmy a 27. ročníkem od zavedení nového formátu.
Finálové utkání se konalo 1. června 2019 od 21:00 v Madridu na stadionu Wanda Metropolitano. Vítězem finálového utkání a novým držitelem trofeje se stal anglický tým Liverpool FC, pro který šlo o celkově šestý triumf v této soutěži.

## Účastnická místa
Tohoto ročníku se účastnilo celkem 79 týmů z 54 členských zemí UEFA (výjimkou bylo Lichtenštejnsko, které neorganizovalo žádnou vlastní ligovou soutěž). Každá země měla přidělený počet míst podle koeficientů UEFA.

### Žebříček UEFA
Pro ročník 2017/18 byla asociacím přidělována místa podle koeficientů z roku 2017, které braly v úvahu jejich výkon v evropských soutěžích od sezóny 2011/12 až po ročník 2015/16.
Žebříček UEFA se používal k určení počtu zúčastněných týmů pro každou asociaci:
- 1.–4. místo umožňovalo asociaci mít v soutěži čtyři týmy.
- 5.–6. místo umožňovalo asociaci mít v soutěži tři týmy.
- 7.–15. místo umožňovalo asociaci mít v soutěži dva týmy.
- 16.–55. (s výjimkou Lichtenštejnska, které nemělo vlastní ligu), umožňovalo asociaci mít v soutěži jeden tým.
- Vítězové Ligy mistrů UEFA 2017/18 (Real Madrid) a Evropské ligy UEFA 2017/18 (Atlético Madrid) byli v soutěži oprávněni startovat, pokud se nekvalifikovali přes jejich domácí ligu do Ligy mistrů UEFA 2018/19.

| #  | Asociace    | Koef.   | # týmů | Pozn. |
| -- | ----------- | ------- | ------ | ----- |
| 1  | Španělsko   | 104.998 | 4      |       |
| 2  | Německo     | 79.498  | 4      |       |
| 3  | Anglie      | 75.962  | 4      |       |
| 4  | Itálie      | 73.332  | 4      |       |
| 5  | Francie     | 56.665  | 3      |       |
| 6  | Rusko       | 50.532  | 3      |       |
| 7  | Portugalsko | 49.332  | 2      |       |
| 8  | Ukrajina    | 42.633  | 2      |       |
| 9  | Belgie      | 42.400  | 2      |       |
| 10 | Turecko     | 39.200  | 2      |       |
| 11 | Česko       | 33.175  | 2      |       |
| 12 | Švýcarsko   | 32.075  | 2      |       |
| 13 | Nizozemsko  | 31.063  | 2      |       |
| 14 | Řecko       | 27.900  | 2      |       |
| 15 | Chorvatsko  | 25.350  | 2      |       |
| 16 | Rakousko    | 25.250  | 1      |       |
| 17 | Rumunsko    | 24.350  | 1      |       |
| 18 | Dánsko      | 24.000  | 1      |       |
| 19 | Bělorusko   | 19.875  | 1      |       |

| #  | Asociace        | Koef.  | # týmů | Pozn. |
| -- | --------------- | ------ | ------ | ----- |
| 20 | Polsko          | 19.750 | 1      |       |
| 21 | Švédsko         | 19.725 | 1      |       |
| 22 | Izrael          | 19.375 | 1      |       |
| 23 | Skotsko         | 18.925 | 1      |       |
| 24 | Kypr            | 18.550 | 1      |       |
| 25 | Norsko          | 18.325 | 1      |       |
| 26 | Ázerbájdžán     | 17.750 | 1      |       |
| 27 | Bulharsko       | 15.875 | 1      |       |
| 28 | Srbsko          | 15.375 | 1      |       |
| 29 | Kazachstán      | 15.250 | 1      |       |
| 30 | Slovinsko       | 13.125 | 1      |       |
| 31 | Slovensko       | 11.750 | 1      |       |
| 32 | Lichtenštejnsko | 11.000 | 0      |       |
| 33 | Maďarsko        | 9.500  | 1      |       |
| 34 | Moldávie        | 9.500  | 1      |       |
| 35 | Island          | 8.375  | 1      |       |
| 36 | Finsko          | 7.650  | 1      |       |
| 37 | Albánie         | 6.625  | 1      |       |

| #  | Asociace            | Koef. | # týmů | Pozn. |
| -- | ------------------- | ----- | ------ | ----- |
| 38 | Irsko               | 6.575 | 1      |       |
| 39 | Bosna a Hercegovina | 6.500 | 1      |       |
| 40 | Gruzie              | 6.375 | 1      |       |
| 41 | Lotyšsko            | 6.125 | 1      |       |
| 42 | Makedonie           | 5.625 | 1      |       |
| 43 | Estonsko            | 5.250 | 1      |       |
| 44 | Černá Hora          | 5.250 | 1      |       |
| 45 | Arménie             | 5.125 | 1      |       |
| 46 | Lucembursko         | 4.875 | 1      |       |
| 47 | Severní Irsko       | 4.500 | 1      |       |
| 48 | Litva               | 4.125 | 1      |       |
| 49 | Malta               | 4.000 | 1      |       |
| 50 | Wales               | 3.875 | 1      |       |
| 51 | Faerské ostrovy     | 3.500 | 1      |       |
| 52 | Gibraltar           | 2.500 | 1      |       |
| 53 | Andorra             | 1.165 | 1      |       |
| 54 | San Marino          | 0.333 | 1      |       |
| 55 | Kosovo              | 0.000 | 1      |       |

### Počty týmů v jednotlivých kolech
|                           |                                    | Týmy vstupující do tohoto kola | Týmy postupující z předchozího kola                               |
| ------------------------- | ---------------------------------- | --- | ----------------------------------------------------------------- |
| 0. předkolo (4 týmy)      | 0. předkolo (4 týmy)               | - 4 ligoví vítězové z asociací na 52.–55. místě |                                                                   |
| 1. předkolo (32 týmů)     | 1. předkolo (32 týmů)              | - 31 ligových vítězů z asociací na 20.–51. místě (kromě Lichtenštejnska)                                                                                                  | - 1 vítěz z 0. předkola                                           |
| 2. předkolo               | Mistrovská část (větev) (20 týmů)  | - 4 ligoví vítězové z asociací na 16.–19. místě | - 16 vítězů z 1. předkola                                         |
| 2. předkolo               | Nemistrovská část (větev) (4 týmy) | - 4 vicemistři z asociací na 12.–15. místě |                                                                   |
| 3. předkolo               | Mistrovská část (větev) (12 týmů)  | - 2 ligoví vítězové z asociací na 14.–15. místě | - 10 vítězů z 2. předkola MČ                                      |
| 3. předkolo               | Nemistrovská část (větev) (8 týmů) | - 5 vicemistrů z asociací na 7.–11. místě - 1 tým ze 3. místa asociace na 6. místě                                                                                        | - 2 vítězové z 2. předkola NČ                                     |
| 4. předkolo               | Mistrovská část (větev) (8 týmů)   | - 2 ligoví vítězové z asociací na 12.–13. místě | - 6 vítězů z 3. předkola MČ                                       |
| 4. předkolo               | Nemistrovská část (větev) (4 týmů) | | - 4 vítězové z 3. předkola NČ                                     |
| Skupinová fáze (32 týmů)  | Skupinová fáze (32 týmů)           | - 11 vítězů z asociací na 1.–11. místě - 6 vicemistrů z asociací na 1.–6. místě - 5 týmů ze 3. místa asociací na 1.–5. místě - 4 týmy ze 4. místa asociací na 1.–4. místě | - 4 vítězové z 4. předkola MČ - 2 vítězové z 4. předkola NČ       |
| Vyřazovací fáze (16 týmů) | Vyřazovací fáze (16 týmů)          | | - 8 vítězů základních skupin - 8 týmů z 2. míst základních skupin |

### Kvalifikované týmy do soutěže
Týmy jsou kvalifikovány podle umístění v ligách jednotlivých asociací do příslušných fází soutěže.
| Real Madrid1    | Borussia Dortmund | AS Řím              | Porto            |
| Atlético Madrid | Manchester City   | Inter Milán         | Shakhtar Donetsk |
| Barcelona       | Manchester United | Paris Saint-Germain | Club Brugge      |
| Valencia        | Tottenham Hotspur | Monaco              | Galatasaray      |
| Bayern Munich   | Liverpool         | Lyon                | Viktoria Plzeň   |
| Schalke 04      | Juventus          | Lokomotiv Moskva    |                  |
| 1899 Hoffenheim | SSC Neapol        | CSKA Moskva         |                  |

| Mistrovská část | Mistrovská část | Nemistrovská část | Nemistrovská část |
| --------------- | --------------- | ----------------- | ----------------- |
| Young Boys      | PSV Eindhoven   |                   |                   |

| Mistrovská část | Mistrovská část      | Nemistrovská část | Nemistrovská část |
| --------------- | -------------------- | ----------------- | ----------------- |
| AEK Atény       | FC Red Bull Salzburg | FC Spartak Moskva | Standard Liège    |
|                 |                      | Benfica Lisabon   | Fenerbahce        |
| FC Dynamo Kyjev | SK Slavia Praha      |                   |                   |

| Mistrovská část | Mistrovská část | Nemistrovská část | Nemistrovská část |
| --------------- | --------------- | ----------------- | ----------------- |
| Dinamo Zagreb   | Midtjylland     | Basel             | PAOK              |
| CFR Cluj        | BATE Borisov    | Ajax              | Sturm Graz        |

| Legia Varšava      | Crvena zvezda Bělehrad | FK Kukësi        | Alaškert Jerevan FC |
| Malmö FF           | Astana                 | Cork City        | F91 Dudelange       |
| Hapoel Be'er Sheva | Olimpija Ljubljana     | Zrinjski Mostar  | Crusaders           |
| Celtic             | Spartak Trnava         | Torpedo Kutaisi  | Sūduva Marijampolė  |
| APOEL              | MOL Vidi               | Spartaks Jūrmala | Valletta            |
| Rosenborg          | Sheriff Tiraspol       | Shkëndija        | The New Saints      |
| Qarabağ            | Valur                  | FC Flora Tallinn | Víkingur Gøta       |
| Ludogorets Razgrad | HJK                    | Sutjeska Nikšić  |                     |

| Lincoln Red Imps | FC Santa Coloma | La Fiorita | Drita |

## Předkola

### 0. předkolo
| Domácí v 1. zápase | Celkem | Hosté v 1. zápase | 1. zápas | 2. zápas |
| ------------------ | ------ | ----------------- | -------- | -------- |
| FC Santa Coloma    | 0–2    | KF Drita          | 0-2      | xxx      |
| La Fiorita         | 0–2    | Lincoln FC        | 0-2      | xxx      |
| Lincoln FC         | 1–4    | KF Drita          | 1-4 (pp) | xxx      |

### 1. předkolo
| Domácí v 1. zápase    | Celkem | Hosté v 1. zápase | 1. zápas | 2. zápas |
| --------------------- | ------ | ----------------- | -------- | -------- |
| Alaškert              | 0–6    | Celtic            | 0–3      | 0–3      |
| Hapoel Beerševa       | 7–1    | FC Flora Tallinn  | 4–1      | 3–1      |
| Kutaisi               | 2–4    | Sheriff Tiraspol  | 2–1      | 0–3      |
| Dudelange             | 2-3    | FC Vidi           | 1–1      | 1–2      |
| Víkingur              | 2–5    | HJK               | 1–2      | 1–3      |
| Shkëndija             | 5–4    | TNS               | 5–0      | 0–4      |
| Cork                  | 0–4    | Legia             | 0–1      | 0–3      |
| KF Drita              | 0–5    | Malmö             | 0–3      | 0–2      |
| FC Astana             | 3–0    | FK Sutjeska       | 1–0      | 2–0      |
| Spartak Trnava        | 2–1    | Zrinjski          | 1–0      | 1–1      |
| FK Spartaks Jūrmala   | 0–2    | FK Crvena zvezda  | 0–0      | 0–2      |
| FK Sūduva             | 3–2    | APOEL FC          | 3–1      | 0–1      |
| FK Kukësi             | 1–1 v  | Valletta FC       | 0–0      | 1–1      |
| PFK Ludogorec         | 9–0    | Crusaders FC      | 7–0      | 2–0      |
| NK Olimpija Ljubljana | 0–1    | Qarabağ FK        | 0–1      | 0–0      |
| Valur                 | 2–4    | Rosenborg BK      | 1–0      | 1–3      |

### 2. předkolo (mistrovská část)
| Domácí v 1. zápase | Celkem | Hosté v 1. zápase | 1. zápas | 2. zápas |
| ------------------ | ------ | ----------------- | -------- | -------- |
| FC Astana          | 2–1    | FC Midtjylland    | 2–1      | 0–0      |
| CFR Kluž           | 1–2    | Malmö             | 0–1      | 1–1      |
| Dinamo Zagreb      | 7–2    | Hapoel Beerševa   | 5–0      | 2–2      |
| Shkëndija          | 1–0    | Sheriff Tiraspol  | 1–0      | 0–0      |
| FK Crvena zvezda   | 5–0    | FK Sūduva         | 3–0      | 2–0      |
| Legia              | 1–2    | Spartak Trnava    | 1–0      | 0–2      |
| BATE Borisov       | 2–1    | HJK               | 0–0      | 2–1      |
| FK Kukësi          | 0–3    | Qarabağ FK        | 0–0      | 0–3      |
| PFK Ludogorec      | 0–1    | FC Vidi           | 0–0      | 0–1      |
| Celtic             | 3–1    | Rosenborg BK      | 3–1      | 0–0      |

### 2. předkolo (nemistrovská část)
| Domácí v 1. zápase | Celkem | Hosté v 1. zápase | 1. zápas | 2. zápas |
| ------------------ | ------ | ----------------- | -------- | -------- |
| AFC Ajax           | 5–1    | SK Sturm Graz     | 2–0      | 3–1      |
| PAOK Soluň         | 5–1    | FC Basel 1893     | 2–1      | 3–0      |

### 3. předkolo (mistrovská část)
| Domácí v 1. zápase | Celkem | Hosté v 1. zápase | 1. zápas | 2. zápas |
| ------------------ | ------ | ----------------- | -------- | -------- |
| FC Astana          | 0-3    | Dinamo Zagreb     | 0-2      | 0-1      |
| Qarabağ FK         | 1-2    | BATE Borisov      | 0-1      | 1-1 (pp) |
| Celtic             | 2-3    | AEK Atény         | 1 -1     | 1-2      |
| Salcburk           | 4-0    | Shkëndija         | 3 -0     | 1-0      |
| Malmö              | 1-1    | FC Vidi           | 1-1      | 0-0      |
| FK Crvena zvezda   | 3-2    | Spartak Trnava    | 1-1      | 2-1 (pp) |

### 3. předkolo (nemistrovská část)
| Domácí v 1. zápase | Celkem | Hosté v 1. zápase | 1. zápas | 2. zápas |
| ------------------ | ------ | ----------------- | -------- | -------- |
| Slavia Praha       | 1-3    | Dynamo Kyjev      | 1-1      | 0-2      |
| PAOK Soluň         | 3-2    | FK Spartak Moskva | 3-2      | 0-0      |
| Benfica Lisabon    | 2-1    | Fenerbahce        | 1-0      | 1-1      |
| Standard Liège     | 2-5    | AFC Ajax          | 2-2      | 0-3      |

### 4. předkolo (mistrovská část)
| Domácí v 1. zápase | Celkem | Hosté v 1. zápase | 1. zápas | 2. zápas |
| ------------------ | ------ | ----------------- | -------- | -------- |
| FK Crvena zvezda   | 2-2    | Salcburk          | 0-0      | 2-2      |
| BATE Borisov       | 2-6    | PSV Eindhoven     | 2-3      | 0-3      |
| Young Boys         | 3-2    | Dinamo Zagreb     | 1-1      | 2-1      |
| FC Vidi            | 2-3    | AEK Atény         | 1-2      | 1-1      |

### 4. předkolo (nemistrovská část)
| Domácí v 1. zápase | Celkem | Hosté v 1. zápase | 1. zápas | 2. zápas |
| ------------------ | ------ | ----------------- | -------- | -------- |
| Benfica Lisabon    | 5-2    | PAOK Soluň        | 1-1      | 4-1      |
| AFC Ajax           | 3-1    | Dynamo Kyjev      | 3-1      | 0-0      |

## Skupinová fáze

### Skupina A
| Tým             | Z | V | R | P | VG | IG | +/− | B  |
| --------------- | - | - | - | - | -- | -- | --- | -- |
| Dortmund        | 6 | 4 | 1 | 1 | 10 | 2  | +8  | 13 |
| Atlético Madrid | 6 | 4 | 1 | 1 | 9  | 6  | +3  | 13 |
| Club Bruggy     | 6 | 1 | 3 | 2 | 6  | 5  | +1  | 6  |
| AS Monaco       | 6 | 0 | 1 | 5 | 2  | 14 | −12 | 1  |

|             | ATM | DOR | MON | BRU |
| ----------- | --- | --- | --- | --- |
| Atletico M. | —   | 2-0 | 2-0 | 3-1 |
| B. Dortmund | 4-0 | —   | 3-0 | 0-0 |
| AS Monaco   | 1-2 | 0-2 | —   | 0-4 |
| Club Bruggy | 0-0 | 0-1 | 1-1 | —   |

### Skupina B
| Tým           | Z | V | R | P | VG | IG | +/− | B  |
| ------------- | - | - | - | - | -- | -- | --- | -- |
| Barcelona     | 6 | 4 | 2 | 0 | 14 | 5  | +9  | 14 |
| Tottenham     | 6 | 2 | 2 | 2 | 9  | 10 | −1  | 8  |
| Inter Milán   | 6 | 2 | 2 | 2 | 6  | 7  | −1  | 8  |
| PSV Eindhoven | 6 | 0 | 2 | 4 | 6  | 13 | −7  | 2  |

|               | FCB | TOT | PSV | INT |
| ------------- | --- | --- | --- | --- |
| Barcelona     | —   | 1-1 | 4-0 | 2-0 |
| Tottenham     | 2-4 | —   | 2-1 | 1-0 |
| PSV Eindhoven | 1-2 | 2-2 | —   | 1-2 |
| Inter Milán   | 1-1 | 2-1 | 1-1 | —   |

### Skupina C
| Tým              | Z | V | R | P | VG | IG | +/− | B  |
| ---------------- | - | - | - | - | -- | -- | --- | -- |
| Paris S.-G       | 6 | 3 | 2 | 1 | 17 | 9  | +8  | 11 |
| Liverpool        | 6 | 3 | 0 | 3 | 9  | 7  | +2  | 9  |
| Neapol           | 6 | 2 | 3 | 1 | 7  | 5  | +2  | 9  |
| FK Crvena zvezda | 6 | 1 | 1 | 4 | 5  | 17 | −12 | 4  |

|               | PSG | NAP | LIV | CZB |
| ------------- | --- | --- | --- | --- |
| Paris S.G     | —   | 2-2 | 2-1 | 6-1 |
| Neapol        | 1-1 | —   | 1-0 | 3-1 |
| Liverpool     | 3-2 | 1-0 | —   | 4-0 |
| Crvena zvezda | 1-4 | 0-0 | 2-0 | —   |

### Skupina D
| Tým            | Z | V | R | P | VG | IG | +/− | B  |
| -------------- | - | - | - | - | -- | -- | --- | -- |
| Porto          | 6 | 5 | 1 | 0 | 15 | 6  | +9  | 16 |
| FC Schalke 04  | 6 | 3 | 2 | 1 | 6  | 4  | +2  | 11 |
| Galatasaray SK | 6 | 1 | 1 | 4 | 5  | 8  | −3  | 4  |
| Lokomotiv      | 6 | 1 | 0 | 5 | 4  | 12 | −8  | 3  |

|                | LOM | POR | SCH4 | GAL |
| -------------- | --- | --- | ---- | --- |
| Lokomotiv      | —   | 1-3 | 0-1  | 2-0 |
| Porto          | 4-1 | —   | 3-1  | 1-0 |
| FC Schalke 04  | 1-0 | 1-1 | —    | 2-0 |
| Galatasaray SK | 3-0 | 2-3 | 0-0  | —   |

### Skupina E
| Tým             | Z | V | R | P | VG | IG | +/− | B  |
| --------------- | - | - | - | - | -- | -- | --- | -- |
| Bayern          | 6 | 4 | 2 | 0 | 15 | 5  | +10 | 14 |
| AFC Ajax        | 6 | 3 | 3 | 0 | 11 | 5  | +6  | 12 |
| Benfica Lisabon | 6 | 2 | 1 | 3 | 6  | 11 | −5  | 7  |
| AEK Athény      | 6 | 0 | 0 | 6 | 2  | 13 | −11 | 0  |

|                 | BAY | BEN | AJA | AEK |
| --------------- | --- | --- | --- | --- |
| Bayern          | —   | 5-1 | 1-1 | 2-0 |
| Benfica Lisabon | 0-2 | —   | 1-1 | 1-0 |
| AFC Ajax        | 3-3 | 1-0 | —   | 3-0 |
| AEK Athény      | 0-2 | 2-3 | 0-2 | —   |

### Skupina F
| Tým             | Z | V | R | P | VG | IG | +/− | B  |
| --------------- | - | - | - | - | -- | -- | --- | -- |
| Manchester City | 6 | 4 | 1 | 1 | 16 | 6  | +10 | 13 |
| Olympique Lyon  | 6 | 1 | 5 | 0 | 12 | 11 | +1  | 8  |
| Šachtar Doněck  | 6 | 1 | 3 | 2 | 8  | 16 | −8  | 6  |
| Hoffenheim      | 6 | 0 | 3 | 3 | 11 | 14 | −3  | 3  |

|                 | MANC | SHA | OLY | HOF |
| --------------- | ---- | --- | --- | --- |
| Manchester City | —    | 6-0 | 1-2 | 2-1 |
| Šachtar Doněck  | 0-3  | —   | 1-1 | 2-2 |
| Olympique Lyon  | 2-2  | 2-2 | —   | 2-2 |
| Hoffenheim      | 1-2  | 2-3 | 3-3 | —   |

### Skupina G
| Tým               | Z | V | R | P | VG | IG | +/− | B  |
| ----------------- | - | - | - | - | -- | -- | --- | -- |
| Real Madrid       | 6 | 4 | 0 | 2 | 12 | 5  | +7  | 12 |
| AS Řím            | 6 | 3 | 0 | 3 | 11 | 8  | +3  | 9  |
| FC Viktoria Plzeň | 6 | 2 | 1 | 3 | 7  | 16 | −9  | 7  |
| CSKA Moskva       | 6 | 2 | 1 | 3 | 8  | 9  | −1  | 7  |

|                | REAL | ROM | CSKA | VIK |
| -------------- | ---- | --- | ---- | --- |
| Real Madrid    | —    | 3-0 | 0-3  | 2-1 |
| AS Řím         | 0-2  | —   | 3-0  | 5-0 |
| CSKA Moskva    | 1-0  | 1-2 | —    | 1-2 |
| Viktoria Plzeň | 0-5  | 2-1 | 2-2  | —   |

### Skupina H
| Tým               | Z | V | R | P | VG | IG | +/− | B  |
| ----------------- | - | - | - | - | -- | -- | --- | -- |
| Juventus FC       | 6 | 4 | 0 | 2 | 8  | 2  | +6  | 12 |
| Manchester United | 6 | 3 | 1 | 2 | 7  | 4  | +3  | 10 |
| Valencia CF       | 6 | 2 | 2 | 2 | 6  | 6  | 0   | 8  |
| BSC Young Boys    | 6 | 1 | 1 | 4 | 4  | 12 | −8  | 4  |

|                | JUVE | MUN | VAL | YBO |
| -------------- | ---- | --- | --- | --- |
| Juventus FC    | —    | 1-2 | 1-0 | 3-0 |
| Manchester U.  | 0-1  | —   | 0-0 | 1-0 |
| Valencia CF    | 0-2  | 2-1 | —   | 3-1 |
| BSC Young Boys | 2-1  | 0-3 | 1-1 | —   |

## Vyřazovací fáze

### Osmifinále
Losování osmifinále proběhlo 17. prosince 2018. V prvním losovacím koši byli vítězové skupin a v druhém týmy na druhých pozicích.  Týmy ze stejné fotbalové národní asociace nemohly být proti sobě nalosovány. První zápasy byly hrány 12., 13., 19. a 20. února a odvety 5., 6., 12. a 13. března 2019.

#### Kvalifikované týmy
| Skupina | Vítězové skupin (nasazené týmy) | 2. místo ve skupině (nenasazené týmy) |
| ------- | ------------------------------- | ------------------------------------- |
| A       | Borussia Dortmund               | Atlético Madrid                       |
| B       | Barcelona                       | Tottenham Hotspur                     |
| C       | Paris Saint-Germain             | Liverpool                             |
| D       | Porto                           | Schalke 04                            |
| E       | FC Bayern Mnichov               | Ajax                                  |
| F       | Manchester City                 | Lyon                                  |
| G       | Real Madrid                     | Roma                                  |
| H       | Juventus                        | Manchester United                     |

| Domácí v 1. zápase   | Celkem  | Hosté v 1. zápase        | 1. zápas | 2. zápas |
| -------------------- | ------- | ------------------------ | -------- | -------- |
| Tottenham Hotspur FC | 4–0     | Borussia Dortmund        | 3–0      | 1–0      |
| AFC Ajax             | 5–3     | Real Madrid C.F.         | 1–2      | 4–1      |
| AS Řím               | 3–4     | FC Porto                 | 2–1      | 1–3      |
| Manchester United    | 3–3 (a) | Paris Saint-Germain F.C. | 0–2      | 3–1      |
| FC Schalke 04        | 2–10    | Manchester City          | 2–3      | 0–7      |
| Atlético Madrid      | 2–3     | Juventus F.C.            | 2–0      | 0–3      |
| Olympique Lyon       | 1–5     | FC Barcelona             | 0–0      | 1–5      |
| Liverpool            | 3–1     | FC Bayern Mnichov        | 0–0      | 3–1      |

### Čtvrtfinále
Losování čtvrtfinále proběhlo 15. března 2019. První zápasy budou hrány on 9. a 10. dubna 2019, a odvety 16. a 17. dubna 2019.
| Domácí v 1. zápase   | Celkem  | Hosté v 1. zápase | 1. zápas | 2. zápas |
| -------------------- | ------- | ----------------- | -------- | -------- |
| AFC Ajax             | 3–2     | Juventus F.C.     | 1–1      | 2–1      |
| Liverpool            | 6–1     | FC Porto          | 2–0      | 4–1      |
| Tottenham Hotspur FC | 4–4 (a) | Manchester City   | 1–0      | 3–4      |
| FC Barcelona         | 4–0     | Manchester United | 1–0      | 3–0      |

### Semifinále
Losování semifinále proběhlo 15. března 2019. (po losování čtvrtfinále). První zápasy budou hrány on 30. dubna a 1. května, a odvety 7. a 8. května 2019.
| Domácí v 1. zápase   | Celkem  | Hosté v 1. zápase | 1. zápas | 2. zápas |
| -------------------- | ------- | ----------------- | -------- | -------- |
| Tottenham Hotspur FC | 3–3 (a) | AFC Ajax          | 0–1      | 3–2      |
| FC Barcelona         | 3–4     | Liverpool         | 3–0      | 0–4      |

### Finále
Finále proběhlo dne 1. června 2019 na stadiónu Wanda Metropolitano v Madridu. Domácí tým (z administrativních důvodů) byl určen dodatečným losováním po čtvrtfinálovém losování.-
| 1. června 2019 21:00 SELČ |        |                                         |                                                                                         |
| Tottenham Hotspur FC      | 0–2    | Liverpool                               | Wanda Metropolitano, Madrid, Španělsko diváci: 63272 rozhodčí: Damir Skomina, Slovinsko |
|                           | Report | Mohamed Salah 2' (pen) Divock Origi 87' | Wanda Metropolitano, Madrid, Španělsko diváci: 63272 rozhodčí: Damir Skomina, Slovinsko |